# Ultramatix
Ultramatix war ein deutsches Dance-Projekt der Produzenten Abi Lin (Abraham Lin), Norbert Kreuzer und S-AUO-N (Martin Gödtke).
1990 erschienen zwei Singles. Für Show Me Heaven, eine tanzbare Coverversion des gleichnamigen Hits von Maria McKee, wurde der Sänger Joe Webb La Fontaine engagiert. Auf der Danceversion des Elton-John-Hits Sacrifice sang Brigitte Stohner. Beide Lieder konnten sich nicht in den Charts platzieren.
Die drei Musiker hatten im selben Jahr zwei Charthits unter dem Namen After One (Tom’s Diner Rap, Real Sadness II), Kreuzer und Lin arbeiteten ab 1991 erfolgreich als En-Sonic (Just a Little Bit, One Love u. a.).

## Diskografie
Singles
- 1990: Show Me Heaven (Hot Records)
- 1990: Sacrifice (Dancemaniac)